# 리에파야당
리에파야당(라트비아어: Liepājās Partija)은 2004년 라트비아에서 만들어진 지역주의 정당이다. 리에파야를 기반으로 하며 현재 지도자는 울디스 세스크스이다.